# أليخاندرو كينتانا
أليخاندرو غابرييل كينتانا (بالإسبانية: Alejandro Quintana) هو لاعب كرة قدم أرجنتيني من مواليد 20 فبراير 1992 بمدينة بوينس آيرس، يشغل مركز مهاجم بنادي الوداد الرياضي.

## روابط خارجية
- Profile at BDFA
- أليخاندرو كينتانا على موقع قاعدة بيانات كرة القدم.إي يو (الإنجليزية)
- أليخاندرو كينتانا على موقع Soccerway.com (الإنجليزية)